# Ledley King
Ledley Brenton King (London, 1980. október 12. –) az angol válogatott  és a Tottenham Hotspur volt védője. Csapatkapitánya volt a Ligakupa-győztes Tottenhamnek. 2012 nyarán sorozatos sérülései miatt bejelentette visszavonulását.

## Pályafutása
Ledley King nyolcéves korában érkezett a Senrab FC-hez. Együtt játszott többek közt John Terry-vel, Paul Konchesky-vel, Bobby Zamora-val, és Jlloyd Samuel-lel. Akkoriban őket nevezték Famous Five-nak.

### Tottenham Hotspur
King 1997 júliusában csatlakozott a Tottenham-hez, a következő évben, 1998. július 22-én kötötte meg profi szerződését a csapatnál. Övé a 26-os számú mez, mivel elutasította a lehetőséget, hogy olyan számú mezt viseljen, mint az 5-ös vagy a 6-os, amik védőknél jellemzőek. Az évek alatt sok becenevet adtak neki, mint például Halálos Ledley (Deadly Ledley), Ledders, A Király (The King), vagy A White Hart Lane Királya (The King Of White Hart Lane).
1999. május 1-jén debütált a Liverpool ellen az Anfield-en. George Graham, a korábbi menedzser gyakran játszatta középpályásként, a Liverpool 2–1-es legyőzésekor, 2000 novemberében is a középpályán tevékenykedett. Első Spurs gólját 2000 decemberében szerezte a Bradford City ellen idegenben a 10. másodpercben. Ez máig rekord a Premier League-ben. Első 2 szezonjában csak 1, illetve 3 mérkőzést játszott, azonban Graham távozása után King visszakerült a védelembe, majd miután Sol Campbell a rivális Arsenal-hoz igazolt, lehetősége nyílt arra, hogy első számú középhátvéddé lépjen elő a klubnál. A lehetőséget maximálisan kihasználta, a 2000-01-es szezonban már a csapat egyik alapemberévé vált, a 2001-02-es szezonban pedig meghívást kapott az angol válogatottba, és Anglia egyik legjobb fiatal hátvédjének tekintették. A szezon végén a Tottenham kilencedik lett a bajnokságban, ez volt akkor a legjobb elért helyük a ligában 6 év alatt.
Nyáron szerzett csípősérülés miatt novemberig nem játszott a 2002-03-as idényben, visszatérése után azonban folytatta kiváló védőmunkáját, bár a szezon végén két mérkőzésen – a Middlesbrough és a Blackburn Rovers ellen – beszedett 9 gól miatt erősen kritizálták, bár sokak szerint a Hoddle által alkalmazott 3-5-2-es felállás volt a sikertelenség oka. Ennek következtében Hoddle-t 2003 szeptemberében elbocsátották, az ideiglenesen posztjára lépő David Pleat ismét a középpályára helyezte King-et. Habár a csapat a kiesés ellen küzdött, King teljesítménye a középpályán a szezon egyik fénypontja volt. 2004 februárjában közel 3 góltalan év után ismét gólt szerzett a Manchester City ellen az FA-kupában, majd egy héttel később újra eredményes volt a Charlton Athletic ellen.
2004 nyarán a Tottenham vezetősége és a keret is nagy mértékben változott. Jacques Santini-t nevezték ki menedzsernek, és mivel olyan védekező középpályások érkeztek a klubhoz, mint Michael Carrick, Pedro Mendes és Sean Davis, King előnyös pozíciójába, a védelem közepébe térhetett vissza. Núr ed-Dín Najbet is a Tottenham-hez csatlakozott, akivel Ledley nagyszerű védőpárost alkotott. Ők ketten és az újonnan igazolt, remek formában levő angol kapus, Paul Robinson az előző években beszedett 57 és 62 helyett csak 41 gólt kapott a bajnokságban, ami az 1970-71-es szezon óta a legkevesebb kapott gól volt a Tottenham-ben. King mind a 38 mérkőzés 90 percét végigjátszotta a bajnokságban, valamint a 10 kupamérkőzésből kilencen volt jelen, az egyetlen mérkőzés, amit kihagyott, a Nottingham Forest elleni idegenbeli mérkőzés volt. A csapat 13 mérkőzésen nem kapott gólt a Premiershipben, többek közt a későbbi bajnok Chelsea ellen a Stamford Bridge-en és a Manchester United ellen az Old Trafford-on. Ledley 3 gólt szerzett a szezonban, egyet az észak-londoni derbin az Arsenal ellen, egyet az Aston Villa ellen, egyet pedig a Brighton & Hove Albion ellen az FA-kupában. 2005 januárjában Jamie Redknapp távozása után Martin Jol kinevezte csapatkapitánynak.
2005 nyarán King a Peace Cup-győzelemig vezette csapatát, a döntőben a francia bajnokot, a Lyon-t győzték le.
2006 májusában újabb négy évre szóló szerződést írt alá a Tottenham-nél.
2007 nyarán voltak olyan feltételezések, hogy King visszavonul különböző hosszú ideig tartó sérülések miatt.
King a 2007-08-as szezonban karácsonykor, az úgynevezett Boxing Day-en tért vissza, 73 percet játszott a Fulham ellen, majd Ádel Táarábt váltotta. Majd közel 60 percet játszott a Reading elleni 6–4-es győzelemmel végződő mérkőzésen, ahol taktikai okokból Jermain Defoe jött be helyette, aki a Tottenham 5. gólját szerezte.
Újabb sérüléséből felépülve ő vezethette a Tottenham-et a Wembley-be 2008. február 24-én. A csapat a Chelsea ellen játszott a Ligakupa döntőjében, amit 2-1-re megnyertek. Ledley a védelem közepén játszott Jonathan Woodgate mellett, aki gólt is szerzett a mérkőzésen.
2008. április 3-án a csapat bejelentette, hogy King a szezon hátralevő részét sérülés miatt kihagyja. Nélküle a Spurs kiesett az UEFA-kupából, az FA-kupából, és a Bajnokok Ligája indulás is meghiúsult, mivel csak a 11. helyen végeztek.
2012. július 19-én Ledley King bejelentette, hogy visszavonul. Az ok a folyamatos sérülések, amelyek szinte egész karrierjére jellemzőek voltak.

### Válogatott
King az angol válogatott tagja 2002-től. 2002-ben debütált Olaszország ellen. Játszott 2004. február 18-án egy Portugália elleni barátságos mérkőzésen, ahol megszerezte első gólját.
Meghívást kapott a 2004-es Eb-re, és az első mérkőzésen máris játszhatott a sérült John Terry helyett Franciaország ellen. Az utolsó csoportmérkőzésen is játszott Horvátország ellen csereként beállva.
Volt menedzsere, Martin Jol és a francia szupersztár, Thierry Henry szerint is ő a legjobb védő Angliában.

## Sikerei, díjai
Tottenham Hotspur
- Angol Ligakupa – 2008

## Statisztika
Frissítve: 2008. december 8.
| Csapat            | Szezon | Bajnokság | Bajnokság | Kupa    | Kupa  | UEFA    | UEFA  | Összesen | Összesen |
| Csapat            | Szezon | Meccsek   | Gólok     | Meccsek | Gólok | Meccsek | Gólok | Meccsek  | Gólok    |
| ----------------- | ------ | --------- | --------- | ------- | ----- | ------- | ----- | -------- | -------- |
| Tottenham Hotspur | 08-09  | 9         | 1         | 1       | 0     | 3       | 0     | 13       | 1        |
| Tottenham Hotspur | 07-08  | 4         | 0         | 4       | 0     | 2       | 0     | 10       | 0        |
| Tottenham Hotspur | 06-07  | 21        | 0         | 0       | 0     | 6       | 0     | 27       | 0        |
| Tottenham Hotspur | 05-06  | 26        | 3         | 1       | 0     | -       | -     | 27       | 3        |
| Tottenham Hotspur | 04-05  | 38        | 2         | 9       | 1     | -       | -     | 47       | 3        |
| Tottenham Hotspur | 03-04  | 29        | 1         | 6       | 1     | -       | -     | 35       | 2        |
| Tottenham Hotspur | 02-03  | 25        | 0         | 1       | 0     | -       | -     | 26       | 0        |
| Tottenham Hotspur | 01-02  | 32        | 0         | 10      | 1     | -       | -     | 42       | 1        |
| Tottenham Hotspur | 00-01  | 18        | 1         | 5       | 1     | -       | -     | 23       | 2        |
| Tottenham Hotspur | 99-00  | 3         | 0         | -       | -     | -       | -     | 3        | 0        |
| Tottenham Hotspur | 98-99  | 1         | 0         | -       | -     | -       | -     | 1        | 0        |
| Összesen          |        | 206       | 8         | 37      | 4     | 11      | 0     | 254      | 12       |

## Személyes információk
Barátnője Stephanie Carter. Egy kisfiuk van, Coby, aki 2004. június 21-én született 9 héttel a szükségesnél korábban. Ledley aznap Portugáliában volt, az Eb-n, mikor értesült róla. Azonnal elhagyta a felkészítőtábort, és Angliába utazott. Azonban lekéste fia születését, és Anglia is elbukta az aznapi mérkőzését tizenegyeseken.

## Külső hivatkozások
- Ledley King pályafutásának statisztikái a Soccerbase oldalon (angolul)

- TheFA.com profil
- King's international data England Football Online
- www.ledleyking.com Archiválva 2018. március 21-i dátummal a Wayback Machine-ben

| Előző Jamie Redknapp | a Tottenham Hotspur csapatkapitánya 2005–2009 | Következő Robbie Keane |